# Marblehead (zeilschip)
Marblehead of M-Klasse is een klasse modelzeilboot voorzien van radiografische besturing met een lengte van ca. 1,27 meter, die in principe ontworpen is om wedstrijden mee te kunnen zeilen. De Marbleheads zijn zeer wendbaar en ze kunnen heel hoog aan de wind zeilen.

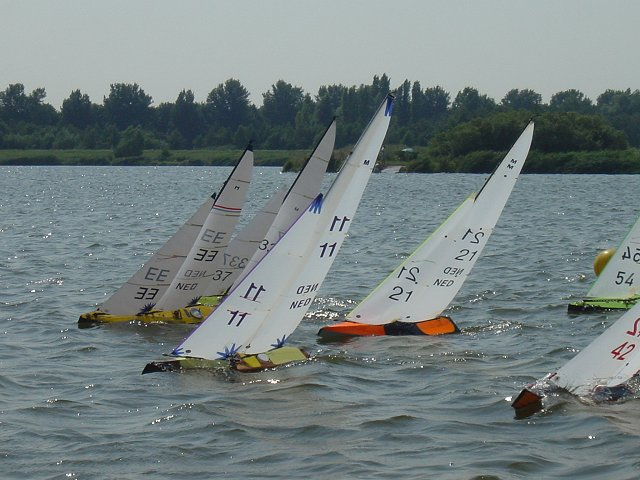
Een veld Marbleheads

De zeilen zijn dan ook volledig te trimmen, net als bij de grote zeilboten. Bij hardere wind kunnen de zeilen worden vervangen door lagere, met hetzelfde oppervlak, of wanneer de wind nog verder toeneemt, door zeilen met een kleiner oppervlak. Marbleheads worden echter niet alleen voor wedstrijden gebruikt maar je komt ze ook vaak tegen op 'recreatieve' evenementen zoals toertochten etc.
De klasse is in 1932 ontwikkeld door Roy L. Clough van de "Marblehead Model Yacht Club" in Marblehead, Massachusetts, USA. Het uitgangspunt was dat de boot goed transporteerbaar moest zijn (dus dwars op de achterbank van een auto), vandaar de eisen omtrent lengte (50 inch) (1270 mm) en zeiloppervlak (maximaal 800 vierkante inches). De Amerikaanse Marblehead 50/800 klasse is in 1937 door de IMYRU (International Model Yacht Racing Union) als wedstrijdklasse erkend.
De Marblehead is een zogenaamde "development class", wat zoveel inhoudt dat in principe bijna alles is toegestaan met betrekking tot het ontwerp tenzij het specifiek is verboden of aan beperkingen onderhevig is volgens de klassevoorschriften.

## Klassevoorschriften
- De lengte moet liggen tussen de 1275 en 1290 mm.
- De maximum masthoogte is 2159 mm.
- Het maximum zeiloppervlak is 0,5161 m².
- Het kielvlak kan in slechts één positie worden bevestigd.
- Vanaf het midden van de lijn waar de romp 100 mm breed is, mag de kiel maximaal 660 mm diep steken, gemeten over de hele lengte van de boot.

De Marblehead is als wedstrijdklasse erkend door het Koninklijk Nederlands Watersport Verbond (KNWV) en in Nederland vertegenwoordigd door de KOM ( Klasse Organisatie Marblehead ) - website via www.radiozeilen.nl en via de mail kom@radiozeilen.nl
De KOM organiseerd club en ranglijst wedstrijden en ook het jaarlijkse ONK (Open Nederlands Kampioenschap) met naast de Nederlandse ook vele buitenlandse deelnemers. In 2014 heeft de KOM zelfs het Wereldkampioenschap Marblehead naar Nederland weten te halen.